# Castillo de Castronuevo
El castillo de Castronuevo o castillo de Rivilla de Barajas es una fortificación de España localizada en el municipio de Rivilla de Barajas, perteneciente a la provincia de Ávila, en la comunidad autónoma de Castilla y León. 

## Historia y estructura
Fue erigido por Gil de Vivero antes de 1481 en el lugar de Castronuevo, y posteriormente remodelado por su hijo antes de su venta en 1489 al duque de Alba. Tiene tres torres de planta circular y dos de planta rectangular y está rodeado por una barrera que incorpora un parapeto de artillería y un foso. El edificio está alamborado, es decir, dentro de un foso, con lo que manteniendo la altura de los muros para los asaltantes desde lejos se reducía el blanco para la artillería. 
El conjunto se compone de un primer recinto rectangular de poca altura que, a modo de barbacana, ciñe el castillo-palacio propiamente dicho, también de planta circular. Estos dos recintos están construidos fundamentalmente en ladrillo cal y canto. El primero, con torres angulares cilíndricas muy deterioradas, tiene sus lienzos perforados de troneras-buzón, en unos casos alineadas y en otras escaqueadas, de igual anchura al interior y al exterior, sin nicho por la parte de dentro, situadas aproximadamente a la altura del hombro, por lo que serían para disparar armas de fuego manuales del tipo de las espingardas. En el interior de este recinto se abren grandes salas abovedadas subterráneas de ladrillo, que se utilizan como caballerizas. 
El núcleo central del edificio es de planta rectangular con cubos angulares y torres cuadradas en dos de sus lienzos, en los que se disponen grandes garitas de cono invertido en ladrillo, similares a las del castillo de La Mota con el que muestra afinidades. La situación del adarve está señalada por una alineación de arquillos exteriores. Este recinto encierra el palacio de sillería, constituido por una sucesión de habitaciones con sus respectivas chimeneas abriéndose al patio por una galería de arcos escarzanos sobre columnas; las inferiores fueron reforzadas con pilares en el siglo XVI. La comunicación entre los dos pisos se hace por una escalera de dos tramos, el primero de los cuales tiene el pasamanos esculpido en la pared. En el extremo del patio subsisten tres cuerpos de otra galería en tres alturas que se encuentran macizados. La cubierta de toda esta parte fue reparada recientemente.[¿cuándo?] 
El castillo de Castronuevo está considerado el edificio con las bóvedas subterráneas mejor conservadas de Europa.Se trata de grandes salas de ladrillo que se usaban como caballerizas y que presentan hornacinas a ambos lados y tragaluces en la parte superior.
Tanto la finca Castronuevo como el castillo inmerso en ella pertenecen a la familia Alba desde 1489, cuando fueron compradas por el duque de Alba por 6.200.000 maravedíes a Rodrigo de Vivero. Él era hijo de Gil de Vivero, quien había mandado construir el castillo en la década de 1470. En la finca se cultiva cereal, leguminosas y forraje para el ganado. Otra parte de la finca posee un encinar centenario con charcas naturales donde abundan de patos salvajes. Durante un tiempo, esa zona estuvo destinada a la caza,
La ausencia de heráldica impide atribuir con certeza esta construcción a la casa de Alba, cuyos edificios ostentan siempre sus escudos, aunque se sabe que pertenece a dicha familia casi desde sus orígenes. Por otra parte, tampoco la documentación refleja nada sobre este hecho ni sobre sus avatares. La fortificación, que ha sufrido un buen número de reformas y remodelaciones a lo largo de su historia, presenta elementos tanto góticos como mudéjares.

## Estado de conservación
Se trata de una fortaleza militar del siglo XV que, en la actualidad, corre peligro de derrumbe
Tiene un foso y dos recintos rectangulares: una muralla perimetral y en su interior la parte más palaciega. Posee tres torres de planta circular y dos de planta rectangular. Se conservan aún algunas habitaciones con sus respectivas chimeneas, aunque tristemente se ha perdido ya gran parte del artesonado que las decoraba. Las habitaciones dan al patio a través de una galería de arcos y una balaustrada de piedra. Las dos plantas se unen por una escalera que cuenta con dos tramos y que está decorada con un león de piedra esculpido, aunque éste se encuentra en mal estado de conservación.
En abril de 2023 fue incluido por Hispania Nostra en su Lista roja del Patrimonio por su proceso de deterioro y peligro de derrumbe.